# 김택
김택(1998년 12월 26일~)은 대한민국의 배우이다.

### 드라마
- 2021년 KBS2 월화 미니시리즈 《연모》
- 2025년 TVING 10부작 목요 미니시리즈 《춘화연애담》
- 2025년 MBC 2부작 금토 미니시리즈 《맹감독의 악플러》